# Aziz Sancar
Aziz Sancar (sinh ngày 08 tháng 9 năm 1946) là một nhà khoa học người Thổ Nhĩ Kỳ chuyên nghiên cứu cách sửa chữa DNA, các điểm kiểm soát chu kỳ tế bào và đồng hồ sinh học. Năm 2015, ông được trao Giải Nobel Hóa học cùng với nhà hóa học người Thụy Điển Tomas Lindahl và nhà hóa học người Mỹ Paul L. Modrich nhờ công trình vẽ bản đồ các tế bào sửa chữa DNA bị tổn thương.

## Tiểu sử
Aziz Sancar sinh ra trong gia đình trung lưu người Turk ở huyện Savur của tỉnh Mardin, đông nam Thổ Nhĩ Kỳ vào ngày 08 tháng 9 năm 1946. Ông là con thứ bảy trong tám anh chị em. Cha mẹ ông đều không biết chữ, tuy nhiên họ chú trọng việc học hành của con cái.
Aziz Sancar là thành viên danh dự của Viện Hàn lâm Khoa học Thổ Nhĩ Kỳ và Viện Hàn lâm Nghệ thuật và Khoa học Mỹ.
Nghiên cứu kéo dài của ông gồm có photolyase liên quan và các cơ chế của kích hoạt lại quang học. Trong bài viết nhậm chức trong PNAS, Sancar bắt các gốc tự photolyase khó nắm bắt, ông đã theo đuổi trong gần 20 năm, do đó cung cấp cách quan sát trực tiếp photocycle cho sửa chữa thymine nhị trùng.
Aziz Sancar được bầu vào Viện Hàn lâm Khoa học Thổ Nhĩ Kỹ năm 2005. Ông là giáo sư hóa sinh Sarah Graham Kenan, tại Đại học North Carolina tại Chapel Hill. Ông kết hôn với Gwen Boles Sancar, người tốt nghiệp cùng một năm và cũng là một giáo sư hóa sinh và vật lý sinh học tại Đại học North Carolina tại Chapel Hill. Cùng nhau, họ thành lập Carolina Turk Evi, một trung tâm Thổ Nhĩ Kỳ ở gần gần đến khuôn viên của UNC-CH, cung cấp cơ sở đào tạo sau đại học cho bốn nhà nghiên cứu Thổ Nhĩ Kỳ tại UNC-CH, dịch vụ lưu trú ngắn hạn cho các học giả Thổ Nhĩ Kỳ viếng thăm, và một trung tâm để thúc đẩy trao đổi Thổ Nhĩ Kỳ-Mỹ.